# Substitute: The Songs of the Who
Substitute: The Songs of the Who je tribute album britské rockové kapele The Who. Bylo vydáno 21. června 2001.

## Seznam skladeb
Autorem všech skladeb je Pete Townshend, pokud není uvedeno jinak.
| Pořadí         | Název                                               | Interpret                           | Délka |
| -------------- | --------------------------------------------------- | ----------------------------------- | ----- |
| 1.             | The Kids Are Alright                                | Pearl Jam                           | 2:55  |
| 2.             | Behind Blue Eyes                                    | Sheryl Crow                         | 3:54  |
| 3.             | Pictures of Lily                                    | David Bowie                         | 4:58  |
| 4.             | 5:15                                                | Phish                               | 6:22  |
| 5.             | Circles (Instant Party)                             | Paul Weller                         | 2:18  |
| 6.             | The Real Me                                         | Fastball                            | 3:13  |
| 7.             | Who Are You                                         | Stereophonics                       | 4:34  |
| 8.             | Anyway, Anyhow, Anywhere (Roger Daltrey, Townshend) | Ocean Colour Scene                  | 2:11  |
| 9.             | The Seeker                                          | Cast                                | 3:28  |
| 10.            | Naked Eye                                           | UnAmerican                          | 5:40  |
| 11.            | Substitute                                          | Kelly Jones, Stereophonics, The Who | 3:00  |
| Celková délka: | Celková délka:                                      | Celková délka:                      | 42:33 |